# Proteische Persönlichkeit
Proteische Persönlichkeit (englisch Protean Self, wörtlich übersetzt Proteisches Selbst) ist ein vom amerikanischen Psychiater Robert J. Lifton 1993 geprägter Begriff, der einen nicht klar umrissenen Charakter bezeichnet, der die eigene Identität durch Entindividualisierung aus dem Blick verloren habe und daraus Stärke gewinne. Der Begriff ist wissenschaftlich nicht etabliert und auch nicht einheitlich definiert, sondern wird eher als Sinnbild betrachtet.
Das Bild bezieht sich auf den griechischen Meeresgott Proteus, der für seine Wandelbarkeit bekannt war. Er nahm verschiedene Gestalten an, um unliebsamen Fragen zu entkommen.
Lifton betrachtet proteische Persönlichkeiten als Menschen mit „reiferen Bewusstseinsstufen,“ die mit Vieldeutigkeiten und komplexen, einander häufig widerstreitenden Prioritäten leben können.

## Kontext
Robert Liftons Ausführungen werden unterschiedlich interpretiert.
Nach Juliane Noack greife Erik H. Erikson die proteische Persönlichkeit in seinen Betrachtungen zur Identität auf und beschreibe als solche jemanden, der „viele Kompetenzen auf sich vereine, indem viele Rollenbilder subsumier[t]“ würden.

„Was heute als proteische Persönlichkeit gilt, scheint ein Versuch adoleszenter Persönlichkeiten – wie sie Amerika immer hervorgebracht hat – zu sein, durch eine Haltung bewußter Veränderlichkeit mit dem ungeheuren Wandel fertig zu werden, ein Versuch, durch Spielen mit der Veränderung die Initiative zu behalten“

Erikson nehme so Aspekte der postmodernen Identitätstheorie vorweg.
Der US-amerikanische Ökonom Jeremy Rifkin setzt sich mit dem Begriff auseinander. Der „neue Mensch“ verstehe sich eher als Knoten unterschiedlichster Beziehungen. „Wir existieren nicht mehr länger als Subjekte, sondern eher als Terminal, in dem zahlreiche Netze zusammenlaufen“. Rifkin sieht „einen neuen menschlichen Archetypus.“ Die proteischen Menschen dächten weniger darüber nach, wo ihr eigener Platz in der Geschichte sein könne, sondern vielmehr daran, ihre eigene persönliche Geschichte zu leben. Sie hätten keinen höheren Anspruch an ihr Leben, als den, sich die Zeit so angenehm wie möglich zu machen und gäben sämtliche Ansprüche auf eine große historische Mission auf. „Das Leben gilt als zu kurz, um sich selbst der Geschichte oder irgend einem zukünftigen Wohlergehen zu opfern“. Die damit aufgestellten Hypothesen Rifkins werden mehrfach kritisiert.
Kenneth J. Gergen formuliert es ähnlich: „Wir feiern jetzt das proteische Sein (...) Man muss in Bewegung sein, das Netzwerk ist riesig, die Verpflichtungen sind viele, Erwartungen sind endlos (, ...).“